# Crusader Kings II
Crusader Kings II (abreviado: CK II) es un videojuego de estrategia en tiempo real para computadoras personales desarrollado por Paradox Development Studio y distribuido por Paradox Interactive. Fue lanzado el 14 de febrero de 2012. El juego está ambientado en la Edad Media, desde 1066 a 1453. El jugador puede optar entre cientos de personajes históricos —como Guillermo el Conquistador, Balduino I de Jerusalén, Ricardo Corazón de León, entre otros—, o puede jugar con personajes como condes o duques.

## Edificios

### Grandes obras
| Grandes obras históricas | Grandes obras históricas | Grandes obras históricas                                                                                       |
| Nombre                   | Provincia                | Bonificación (completa todas las fases)                                                                        |
| ------------------------ | ------------------------ | --- |
| Casa de la Sabiduría     | Bagdad                   | 0.05 puntos tecnológicos culturales al mes 0.1 de prestigio al mes                                             |
| Faro de Alejandría       | Alejandría               | 0.3 de prestigio al mes +10% al modificador de impuestos locales +0.10 a los ingresos de las rutas comerciales |
| Gran pirámide de Guiza   | Faiyum                   | 0.1 de prestigio al mes                                                                                        |
| Mausoleo de Halicarnaso  | Licia                    | 0.4 de prestigio al mes                                                                                        |
| Notre Dame               | París                    | 0.2 de prestigio al mes 0.2 de piedad al mes                                                                   |
| Palacio apostólico       | Roma                     | 0.1 de prestigio al mes                                                                                        |
| Petra                    | Ma'an                    | 0.1 de prestigio al mes                                                                                        |
| Santa Sofía              | Constantinopla           | 0.2 de prestigio al mes 0.2 de piedad al mes                                                                   |
| Stonehenge               | Wiltshire                | 0.1 de prestigio al mes                                                                                        |
| Templo de Suria          | Kornak                   | 0.1 de prestigio al mes 0.3 de piedad al mes                                                                   |

## Lanzamiento y recepción
Un demo fue lanzado el 4 de febrero de 2012, el cual incluía cuatro personajes jugables por un periodo de 20 años. Una campaña de marketing para el juego incluía vídeos de comedia ligera con el concepto de los siete pecados capitales.
El juego, basado en el motor Clausewitz, recibió críticas generalmente positivas y logró una puntuación de 82 en metacritic. El reseñador de GameSpot, Shaun Mclnnis dijo sobre el juego: "A través de un complejo sistema de diplomacia y puñaladas traperas, Crusader Kings II hace que cada lucha por el poder sea apasionante", además alabó la jugabilidad mientras que apuntaba contra los "tutoriales mediocres", IGN resumió su reseña diciendo "Una intensa curva de aprendizaje, pero una experiencia única de estrategia". IGN califico la jugabilidad y "el atractivo duradero" con un 9/10. Un crítico de Rock, Paper, Shotgun escribió que Crusader Kings II era "probablemente el juego de estrategia mas humano" que ha jugado. Rob Zacny de PC PowerPlay, quien le dio al juego una puntuación de 7/10, lo llamo un "brillante tratamiento del feudalismo en términos de estrategia e historia" pero también declaró que "requiere una mayor inversión para sobreponerse a la sobre exposición de información". Kotaku nombró al juego como uno de sus nominados a mejor juego del año.
Para septiembre de 2014, Crusader Kings II había vendido más de 1 millón de copias, con los paquetes de expansión y los DLC las ventas totales alcanzaron los 7 millones. esto lo volvió el juego más exitoso de Paradox hasta el debut de Europa Universalis IV. De acuerdo con Paradox, el juego fue jugado por un promedio de 12,500 jugadores por día, con un tiempo promedio de juego de 99 horas por jugador.

## Expansiones y mods

### Expansiones
| Nombre            | Fecha de lanzamiento | Parche Correspondiente | Descripción |
| ----------------- | -------------------- | ---------------------- | --- |
| Sword of Islam    | 26/6/2012            | 1.06                   | Sword of Islam permite al jugador jugar como la mayoría de gobernantes musulmanes. Enfocándose en hacer que jugar con los personajes suníes y chiitas sea más único así como una nueva inteligencia artificial, eventos históricos, rasgos, tipos de gobierno y decisiones. El mapa del juego fue expandido hasta la región de Malí. |
| Legacy of Rome    | 16/10/2012           | 1.07                   | Legacy of Rome se enfoca en el imperio bizantino, añadiendo nuevos eventos y mecánicas de juego, También agrega la mecánica de los "séquitos", permitiendo al jugador mantener un ejército permanente. |
| Sunset Invasion   | 9/11/2012            | 1.08                   | El foco principal de Sunset Invasion se envuelve alrededor un evento histórico en el cual Europa es invadida por una versión ficticia de los aztecas tecnológicamente más avanzados. Estos pueden aparecer ya tarde en el juego y tienen una nueva religión y cultura única para ellos.                                              |
| The Republic      | 15/1/2013            | 1.09                   | The Republic hace jugable a las repúblicas mercantes basadas en lo naval, con su propio y único estilo de juego centrado en las riquezas y las elecciones. También agrega nuevas opciones de casus belli así como nuevos eventos relacionados con las políticas republicanas y a los feudos familiares.                              |
| The Old Gods      | 28/5/2013            | 1.10                   | The Old Gods agrega una nueva fecha de inicio en el 867 AD y vuelve jugables a la mayoría de paganos con sus propias mecánicas únicas. También agrega nuevas mecánicas vikingas, mecánicas de revueltas, aventureros pretendientes y una la posibilidad de reformar la religión.                                                     |
| Sons of Abraham   | 18/11/2013           | 2.0                    | Sons of Abraham aumenta la profundidad de las tres Religiones abrahámicas: cristianismo en particular, pero también agrega algo de contenido para los musulmanes y para la fe judía, además agrega órdenes religiosas para todas las religiones así como nuevos eventos.                                                             |
| Rajas of India    | 25/3/2014            | 2.1                    | Rajas of India vuelve jugables a los gobernantes budistas, hindúes y jainies, expande el mapa hasta Bengala. con el parche 2.8, los gobernantes taoístas también fueron agregados al DLC. |
| Charlemagne       | 14/10/2014           | 2.2                    | Charlemagne agrega grandes mejoras a los aspectos narrativos del juego, reinos e imperios customizables y virreinatos. también se agregó una fecha de inicio en el 769 enfocándose en la vida y muerte de carlomagno con muchos eventos adaptados en torno a este.                                                                   |
| Way of Life       | 16/12/2014           | 2.3                    | Way of Life mejora la inmersión y el roleo dejando al jugador influenciar más directamente el tipo de eventos históricos que ocurren, en lugar de depender meramente en los rasgos de personalidad o el azar. |
| Horse Lords       | 14/7/2015            | 2.4                    | Horse Lords permite al jugador jugar como la mayoría de los personajes nómadas. Sobreponiendo las políticas y eventos de clanes al gobierno nómada |
| Conclave          | 2/2/2016             | 2.5                    | Conclave mejora las interacciones con tus vasallos. |
| The Reaper's Due  | 25/8/2016            | 2.6                    | The Reaper's Due mejora las mecánicas de juego relacionadas con la plaga, epidemias, enfermedades menores, prosperidad e interacciones con tu corte |
| Monks and Mystics | 7/3/2017             | 2.7                    | Monks and Mystics agrega sociedades, artefactos y reliquias, nuevos trabajos para los consejeros y la habilidad de dar órdenes a los ejércitos aliados. |
| Jade dragon       | 16/11/2017           | 2.8                    | Jade dragon agrega interacciones con China, nuevos artefactos chinos, nuevos casus bellis y puntos de reunión así como volver a la meseta tibetana un área jugable del mapa. |
| Holy Fury         | 13/11/2018           | 3.0                    | Holy Fury introduce nuevas mecánicas de cruzadas y eventos, nuevas mecánicas para los personajes, santidad y linajes, también incluye mapas fragmentados y aleatorios. |

### Mods
Además de los paquetes de expansión oficiales, mods de terceros están disponibles en sitios tales como la workshop de Steam.
Cuando se inicia una partida de Crusader Kings II (CK2), los servidores de Paradox recopilan información sobre la configuración del juego, como la versión del juego, multijugador o individual y que mods se usan. Datos recolectados el 23 de abril de 2017 mostraron que al menos el 42% de los usuarios ese día habían activado al menos un mod.
Algunos mods de realismo y exactitud también han sido desarrollados por fanes, así como  Historical Immersion Project and CK2+.También hay disponibles gran cantidad de mods de conversión total:
- A Game of Thrones,[25] basado en las novelas de fantasía Canción de hielo y fuego de George RR Martin, lanzado en mayo de 2012, que "ha sido durante mucho tiempo el mod CK2 más popular".
- After the End, que se desarrolla en el siglo 27 en una América del Norte posapocalíptica.[27]
- Middle Earth Project, Basado en el señor de los anillos y El Hobbit de J. R. R. Tolkien[26]
- Elder Kings, basado en la serie de videojuegos de The Elder Scrolls[28]
- When the World Stopped Making Sense, ambientado en la edad oscura[29]
- Witcher Kings, basado en la serie de novelas de The Witcher de Andrzej Sapkowski[30]

Paradox activamente apoya la creación de estos mods, y la compañía modificó regularmente el juego para facilitar la modificación.